# Arnotts
Arnotts est le plus grand et le plus ancien  des grands magasins de Dublin. Arnotts a été fondé en 1843 par Sir John Arnott. Le bâtiment abritant le magasin se situe en plein centre de ville derrière la Poste centrale de Dublin, dans une zone extrêmement commerçante, entre Abbey street et Henry street. L'entrée principale se trouve dans la rue piétonne Henry street.
La société a été membre de l'Association Internationale des Grands Magasins de 2007 à 2012.
Depuis 2003, Arnotts est entièrement détenu par le groupe familial Nesbitt Acquisitions, dirigé par Richard Nesbitt et qui regroupe environ 50 membres de la famille Nesbitt.